# Ортвейн, Уильям
Уильям Роберт Ортвейн (англ. William Robert Orthwein; 16 октября 1881 — 2 октября 1955, Сент-Луис) — американский ватерполист и пловец, дважды бронзовый призёр летних Олимпийских игр 1904.
В водном поло на Играх 1904 в Сент-Луисе Ортвейн выступал за команду этого города в демонстрационном ватерпольном турнире, и его сборная заняла третье место.
Также, Ортвейн соревновался в нескольких плавательных дисциплинах. В эстафете 4×50 ярдов вольным стилем он занял третье место, выиграв бронзовую медаль. В заплыве на 100 ярдов вольным стилем он дошёл до полуфинала, в гонке на 100 ярдов на спине занял четвёртую позицию.